# 第38回ロサンゼルス映画批評家協会賞
38th LAFCA Awards

2012年12月9日

作品賞: 

 愛、アムール 
第38回ロサンゼルス映画批評家協会賞は、ロサンゼルス映画批評家協会が2012年の映画作品に贈る賞である。2012年12月9日に発表された。

## 受賞一覧
- 作品賞:
  - 『愛、アムール』
  - 次点: 『ザ・マスター』

- 監督賞:
  - ポール・トーマス・アンダーソン - 『ザ・マスター』
  - 次点: キャスリン・ビグロー - 『ゼロ・ダーク・サーティ』

- 主演男優賞:
  - ホアキン・フェニックス - 『ザ・マスター』
  - 次点: ドニ・ラヴァン - 『ホーリー・モーターズ』

- 主演女優賞:
  - ジェニファー・ローレンス - 『世界にひとつのプレイブック』
  - エマニュエル・リヴァ - 『愛、アムール』

- 助演男優賞:
  - ドワイト・ヘンリー - 『ハッシュパピー 〜バスタブ島の少女〜』
  - 次点: クリストフ・ヴァルツ - 『ジャンゴ 繋がれざる者』

- 助演女優賞:
  - エイミー・アダムス - 『ザ・マスター』
  - 次点: アン・ハサウェイ - 『ダークナイト ライジング』、『レ・ミゼラブル』

- 脚本賞:
  - クリス・テリオ - 『アルゴ』
  - 次点: デヴィッド・O・ラッセル - 『世界にひとつのプレイブック』

- 撮影賞:
  - ロジャー・ディーキンス - 『007 スカイフォール』
  - 次点: ミハイ・マライメア・Jr - 『ザ・マスター』

- 美術賞:
  - デヴィッド・クランク、ジャック・フィスク - 『ザ・マスター』
  - 次点: アダム・ストックハウゼン - 『ムーンライズ・キングダム』

- 編集賞:
  - ディラン・ティチェナー、ウィリアム・ゴールデンバーグ - 『ゼロ・ダーク・サーティ』
  - 次点: ウィリアム・ゴールデンバーグ -  『アルゴ』

- 音楽賞:
  - ベン・ザイトリン、ダン・ローマー - 『ハッシュパピー 〜バスタブ島の少女〜』
  - 次点: ジョニー・グリーンウッド - 『ザ・マスター』

- 外国語映画賞:
  - 『ホーリー・モーターズ』（ フランス）
  - 次点: Footnote （ イスラエル）

- ドキュメンタリー/ノンフィクション映画賞:
  - The Gatekeepers
  - 次点: 『シュガーマン 奇跡に愛された男』

- アニメ映画賞:
  - 『フランケンウィニー』
  - 次点: It's Such a Beautiful Day

- 新人賞:
  - ベン・ザイトリン - 『ハッシュパピー 〜バスタブ島の少女〜』

- 功労賞:
  - フレデリック・ワイズマン

- ダグラス・エドワード実験/自主映画賞:
  - Leviathan